# Gwiazdy polskiej muzyki lat 80. (album T.Love)
Gwiazdy polskiej muzyki lat 80. – album kompilacyjny zespołu T.Love wydany w 2007 roku jako dodatek do gazety. Zawiera 14 przebojów grupy z lat 1985–1990. Do albumu jest dołączona 24 stronicowa książeczka zawierająca krótką historię zespołu oraz wywiad z Muńkiem Staszczykiem i kalendarium zespołu. Książeczka opatrzona jest fotografiami zespołu. Płyta pochodzi z kolekcji Dziennika i jest czternastą częścią cyklu „Gwiazdy polskiej muzyki lat 80.”.

## Spis utworów
źródło:.
1. „Wychowanie” (muz. Andrzej Zeńczewski – sł. Zygmunt Staszczyk, Włodzimierz Antkowiak) – 2:34
2. „Karuzela” (muz. W. Krzemiński / opracowanie T.Love – sł. Wojciech Płocharski, Zygmunt Staszczyk) – 2:20
3. „Autobusy i tramwaje” (muz. Andrzej Zeńczewski, Jarek Kowalski, Jacek Śliwczyński – sł. Zygmunt Staszczyk) – 2:30
4. „IV L.O.” (muz. Zygmunt Staszczyk, Andrzej Zeńczewski – sł. Zygmunt Staszczyk) – 2:29
5. „Garaż '86” (muz. Andrzej Zeńczewski, Jacek Śliwczyński, Dariusz Zając – sł. Zygmunt Staszczyk) – 3:10
6. „Na bruku” (muz. Jan Benedek – sł. Zygmunt Staszczyk) – 3:46
7. „Szara młódź” (muz. Andrzej Zeńczewski – sł. Zygmunt Staszczyk) – 4:08
8. „Gwiazdka” (muz. Janusz Knorowski, Andrzej Zeńczewski, Dariusz Zając – sł. Zygmunt Staszczyk) – 1:58
9. „(Wolny jak) Taczanka na stepie” (muz. Andrzej Zeńczewski – sł. Zygmunt Staszczyk, Andrzej Zeńczewski) – 3:18
10. „Zabijanka” (muz. Janusz Knorowski, Andrzej Zeńczewski – sł. Zygmunt Staszczyk) – 1:42
11. „Nasza tradycja” (muz. Andrzej Zeńczewski – sł. Zygmunt Staszczyk) – 3:16
12. „Warszawa” (muz. Jan Benedek – sł. Zygmunt Staszczyk) – 4:11
13. „Ulice” (muz. Andrzej Zeńczewski – sł. Zygmunt Staszczyk) – 3:50
14. „My marzyciele” (muz. Janusz Knorowski, Andrzej Zeńczewski – sł. Zygmunt Staszczyk) – 3:06